# Tîrnova, Edineț
Tîrnova este un sat din raionul Edineț, Republica Moldova.
Localitatea este situată la 18 km de centrul raional și la 33 km de stația de cale ferată Brătușeni, pe malul drept al râului Racovăț.

## Istorie
Satul Târnova este atestat documentar la 17 aprilie 1576, sub denumirea Truineva, fiind întărit de Petru Vodă Șchiopul logofătului Gavril:
„Suret de pe un ispisoc vechiu, pe sârbie, de la Petru voievod, domnul Țării Moldovei, scris de Iurașcu, în Iași, din leat 7084 <1576>, aprilie 17.

Iată că, viind înaintea noastră și înaintea boierilor noștri a Moldovei, mari și mici, slugile noastre Grozav Cracalie diac, feciorul Anghelinii, nepotul lui Galiș, și strănepot al lui Drăgan, cum și unchiul său, Gherasim, feciorul lui Galiș, nepotul lui Drăgan, de bunăvoia lor, de nimeni siliți, nici asupriți, s-au vândut dreapta ocina lor și moșie din drept uricul lor și din ispisoc de cumpărătură ce le-au avut moșul și strămoșul lor de la bătrânul Ștefan voievod, o a patra parte din sat din Neagăuții, pe Racovăț, în ținutul Hotinului, cari acum să numește Horbinești și o a patra parte din mori, și din heleșteie, și cu un loc de pustie, ce este în capătul acelui hotar, ce să numește Truineva, ce au fost de baștină și de danie, unchiului lor, lui Cracalie pisariu, de la Alexandru voievod, cu loc de moară și de heleșteu, din ispisoc de baștină și de danie, ...

...

Domnul a poruncit.

Golăi, mare logofăt, au învățat și au iscălit.”
Satul Târnova se mărginește la vest cu satul Trinca, la nord cu satul Halahora de Sus, la est cu satul Hlinaia la sud-est cu satul Gordineștii Noi, și la sud cu satul Gordinești.
În 1841 și în 1846, două grupuri mari de familii din Tîrnova (Oprea, Haret, Spatari, Banari, Rusu etc.) s-au strămutat în ținutul Akkerman, acum raionul Ștefan Vodă, și au fondat două sate: Antonești și Ștefănești.
În anul 2004, 85,51% din locuitorii satului erau moldoveni, 13,76 % erau de origine ucraineană, iar restul ruși și alte etnii.
Aici funcționează: Oficiul medicului de familie, o grădiniță de copii cu 160 de locuri, un gimnaziu, o Casă de Cultură, un oficiul poștal, 6 magazine, o oloiniță, o moară pentru măcinarea grâului.  De asemenea, există un monument dedicat soldaților căzuți în Al Doilea Război Mondial și un monument dedicat oamenilor deportați.
Pe teritoriul satului află 15,3 km de drumuri, dintre care 4,3 km asfaltate și 11 km acoperite cu pietriș.
Apeductul se întinde pe o lungime de 1,6 km, există 2 fântâni arteziene și 270 de fântani cu apă potabilă.
Pe teritoriul satului Târnova activează Societatea Comerciala "Târnovet-Agro" SRL care dispune de 21 de tractoare, 20 de autocamioane, 3 combine, 153 vite cornute mari, din care 74 mulgătoare. De asemenea, dispune de 1105,57 ha pământ arabil și o livadă de 43,9 ha.
O alta societate comercială de tip agricol este "Fidel-Agro" SRl, ce dispune de 150 ha pământ arabil, 2 tractoare, o mașină și o combină.
În localitatea  Târnova sunt înregistrate 198 de gospodării țărănești de fermieri care ocupă o suprafață totală de 330 ha de pământ arabil, și 1,80 ha de livadă.
Gospodăriile țărănești împreună cu societățile comerciale se ocupă de creșterea animalelor, a culturilor tehnice, cerealelor, fructelor și a legumelor.

## Administrație și politică
Componența Consiliului local Tîrnova (11 consilieri), ales la 5 noiembrie 2023, este următoarea:
|  | Partid                                       | Consilieri | Componență | Componență | Componență | Componență | Componență | Componență | Componență |
|  | -------------------------------------------- | ---------- | ---------- | ---------- | ---------- | ---------- | ---------- | ---------- | ---------- |
|  | Partidul Social Democrat European            | 7          |            |            |            |            |            |            |            |
|  | Partidul Socialiștilor din Republica Moldova | 4          |            |            |            |            |            |            |            |

## Galerie de imagini

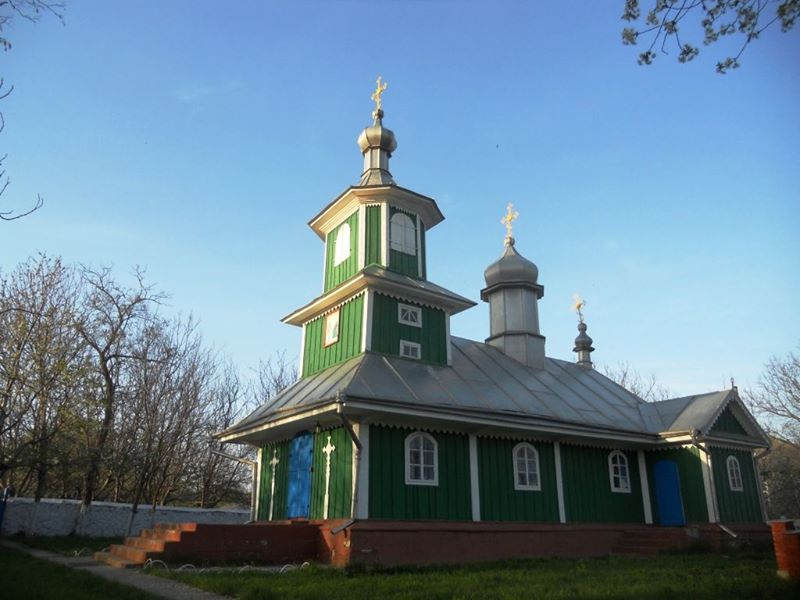
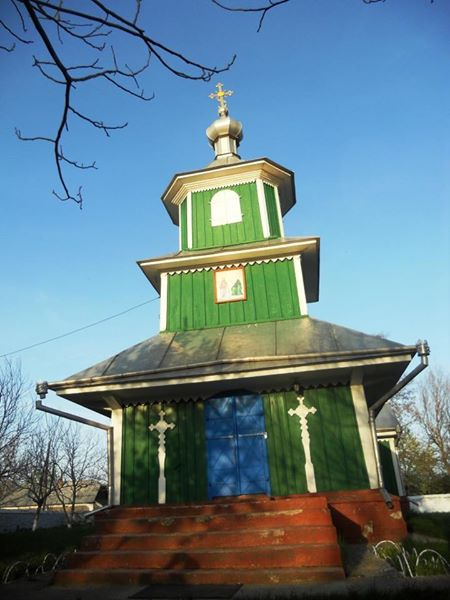
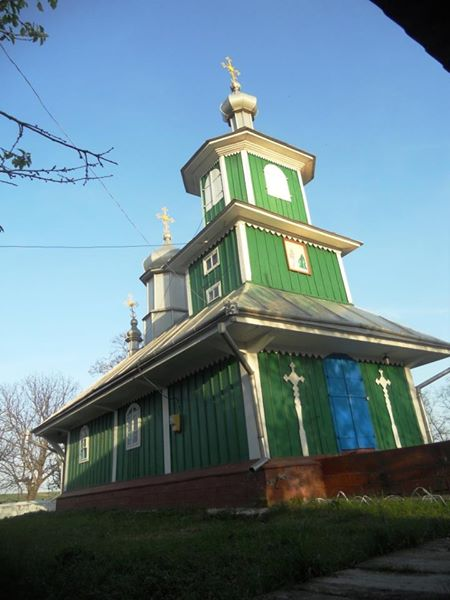
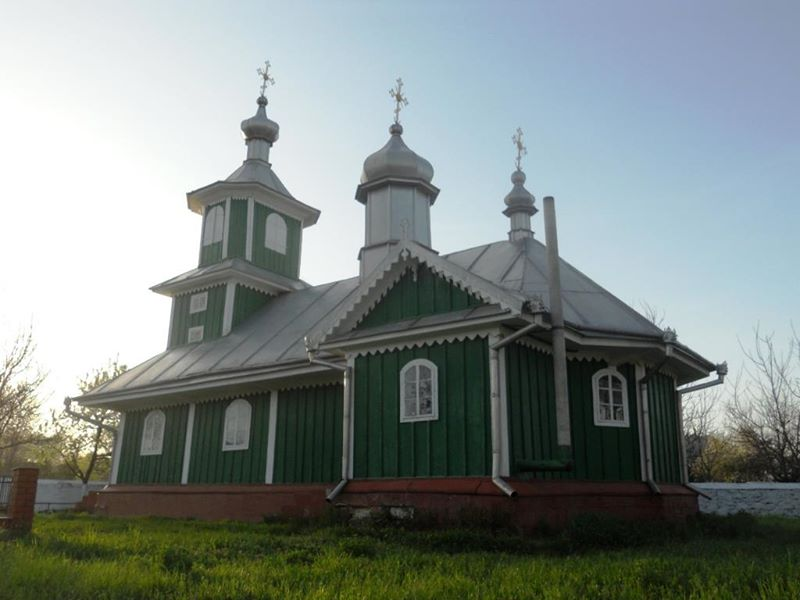
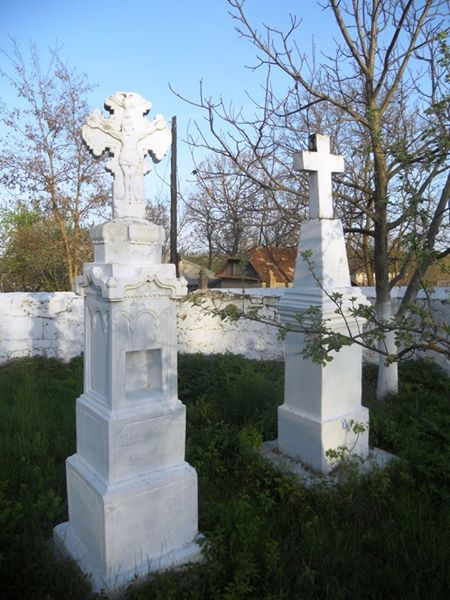

Biserica „Sfânta Treime”

## Personalități

### Născuți în Tîrnova
- Grigore Eremei (1935–2025), politician sovietic moldovean, ultimul prim-secretar al Partidului Comunist al RSS Moldovenești.